# Lipa (Lukovica)
Lipa is een plaats in Slovenië en maakt deel uit van de gemeente Lukovica in de NUTS-3-regio Osrednjeslovenska. De plaats telde 14 inwoners op 1 januari 2020.